# Tina Blau
Tina Blau, més endavant Tina Blau-Lang (Viena, 15 de novembre de 1845 – íd., 31 d'octubre de 1916), fou una pintora de paisatge austríaca impressionista. Va ser la primera dona a treballar a l'aire lliure i va ser valorada pel tractament innovador que feu de la llum i el color.

## Vida i obra
El pare de Tina Blau era metge del cos mèdic austrohongarès i va donar ple suport a la seva filla en el seu desig de convertir-se en pintora. Va rebre classes privades, successivament, d'August Schaeffer i de Wilhelm Lindenschmit a Múnic (1869–1873), ja que en aquella època a les dones se'ls negava la formació acadèmica. També va estudiar amb el pintor Emil Jakob Schindler fins al 1879.
Va presentar obra seva a l'Exposició Universal de Viena de 1873. Va viatjar a Itàlia, els Països Baixos, França i Hongria i va anar adquirint renom internacional amb exposicions a Viena el 1882 i a París el 1883, on el seu quadre Primavera al Prater i una natura morta van rebre la Menció d'honor del Saló de París. Influïda per la pintura paisatgística holandesa i per l'escola de Barbizon, que conegué a l'exposició de Múnic el 1869, la seva pintura s'inscriu en el que s'ha anomenat Stimmungsimpressionist (impressionisme atmosfèric o emocional).

Es va convertir al judaisme a l'Evangelical Lutheran Església i es va casar amb Heinrich Lang, un pintor especialitzat en cavalls i escenes de batalla. Es van traslladar a Múnic, on, des del 1889, va ensenyar pintura de paisatges i bodegons a l'Acadèmia de Dones de la Münchner Künstlerinnenverein (Associació de Dones Artistes de Múnic). El 1890 va celebrar la seva primera gran exposició. Blau va exposar la seva obra al Palau de Belles Arts de la World Columbian Exposition de 1893 a Chicago, Illinois.

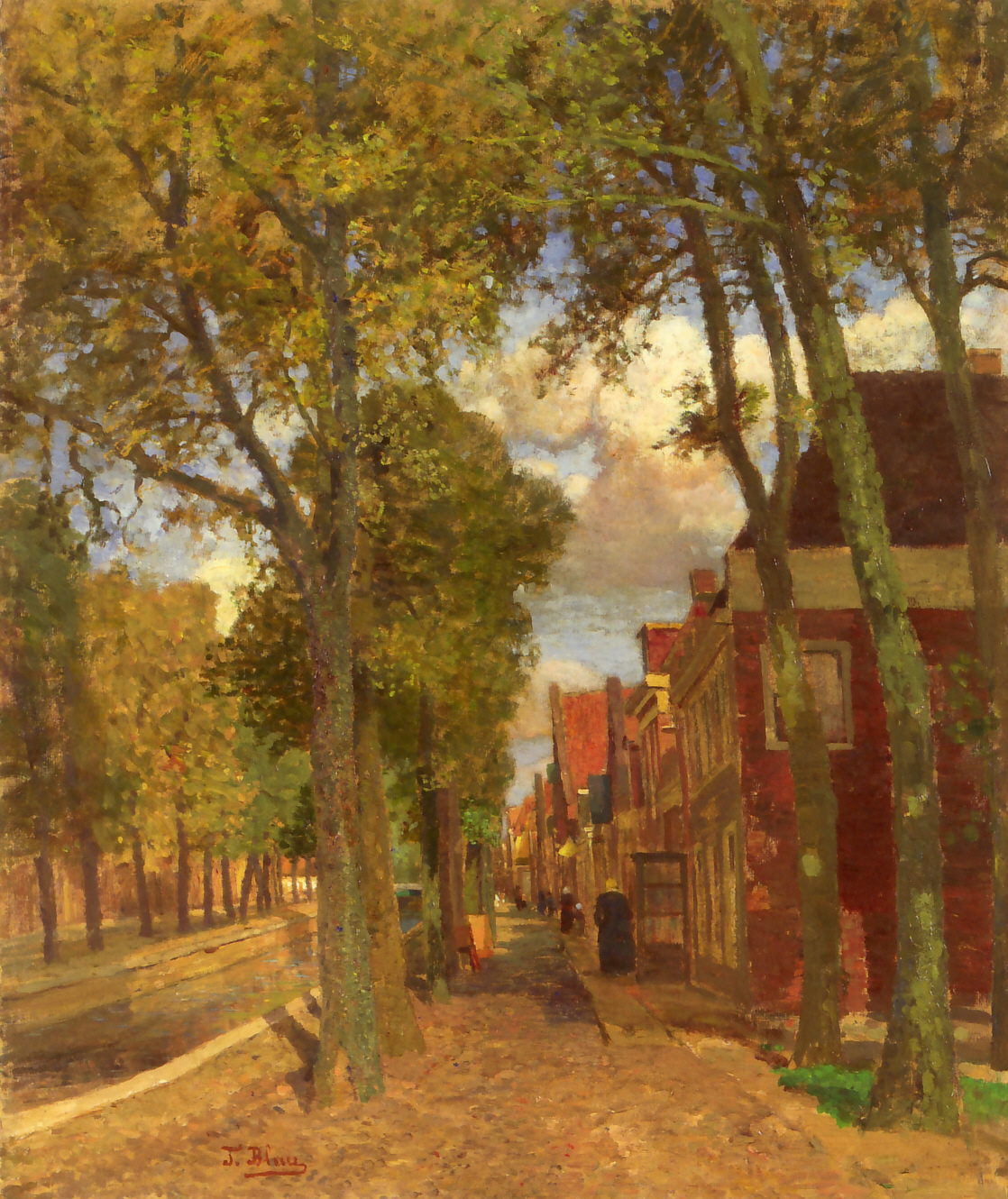
Canal a Friesland (1908)

Després de la mort del seu marit, va passar deu anys viatjant per Holanda i Itàlia. Després del seu retorn, va establir un estudi a la Rotonda. El 1897, juntament amb Olga Prager, Rosa Mayreder i Karl Federn, va ajudar a fundar la Kunstschule für Frauen und Mädchen, una escola d'art per a dones, on va ensenyar fins al 1915.

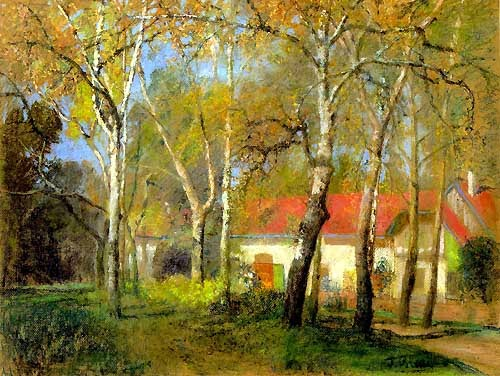
Trabrennstall (1890)

Va passar l’últim estiu treballant a Bad Gastein i després va anar a un sanatori a Viena per fer-se un examen mèdic. Va morir allà per una aturada cardíaca. Va rebre "Sepultura d'Honor" al Zentralfriedhof. La Vienna Künstlerhaus va subhastar la seva propietat i va celebrar una important retrospectiva el 1917.